# Pojazd zaprzęgowy

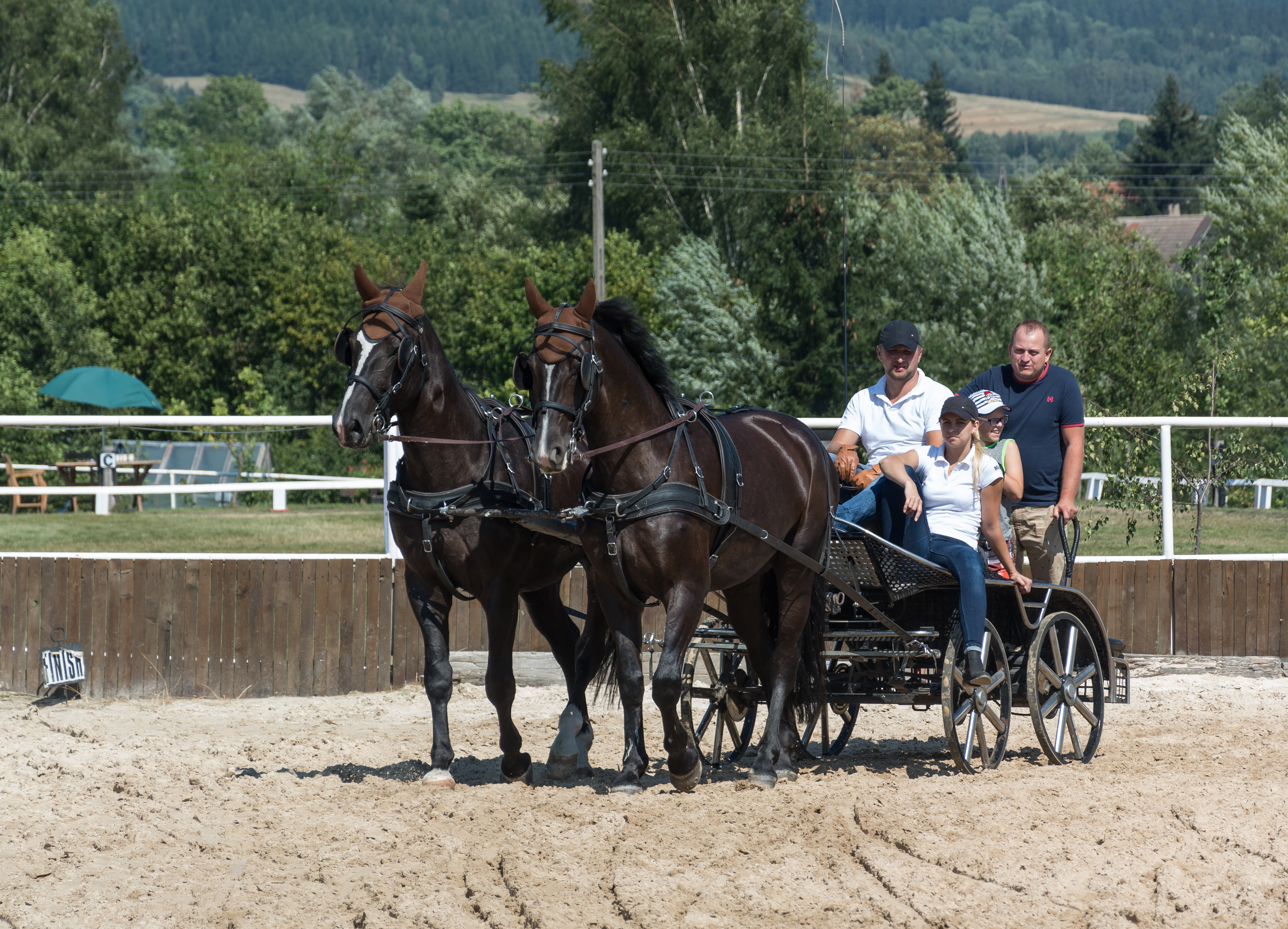
Sportowy pojazd zaprzęgowy

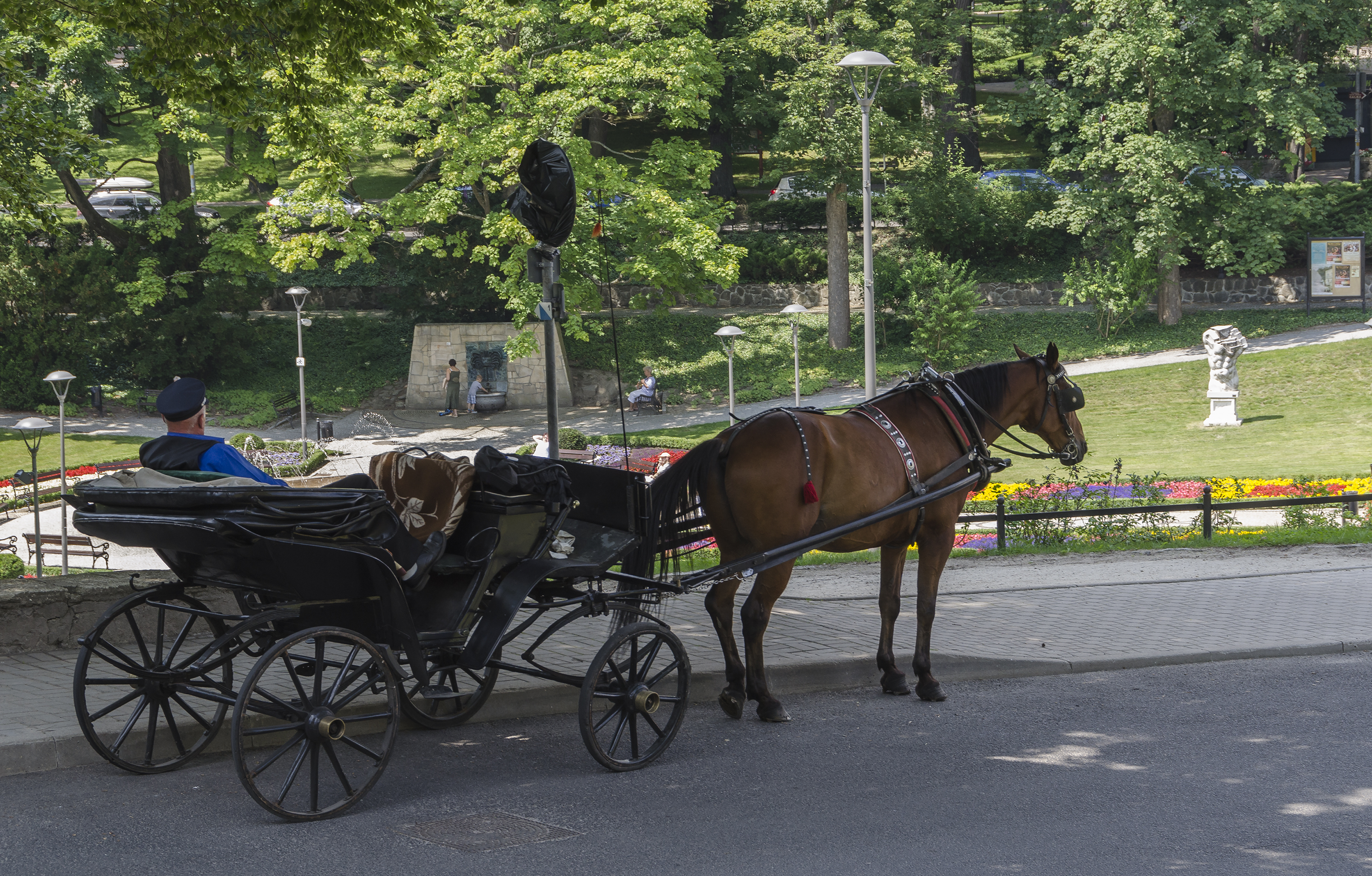
Fiakier w Lądku-Zdroju

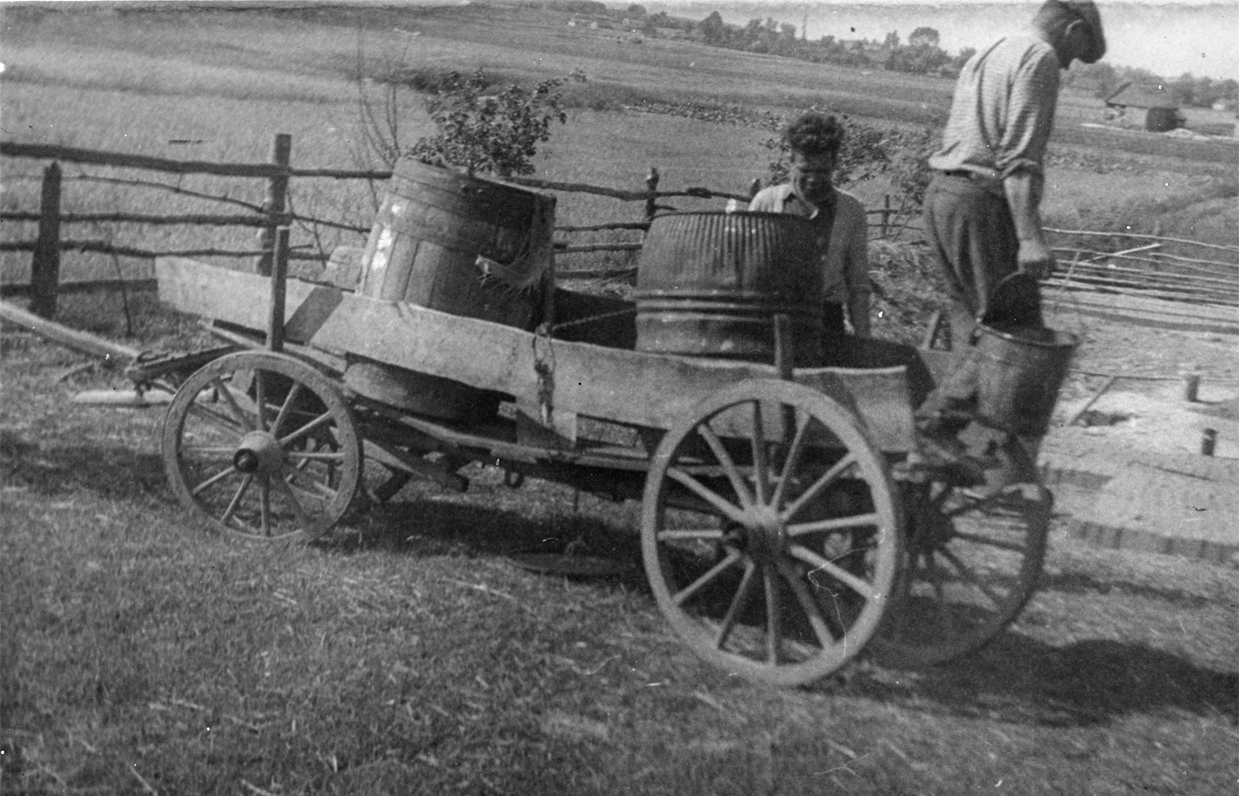
Wóz konny o drewnianych kołach stosowany na wsi na budowie

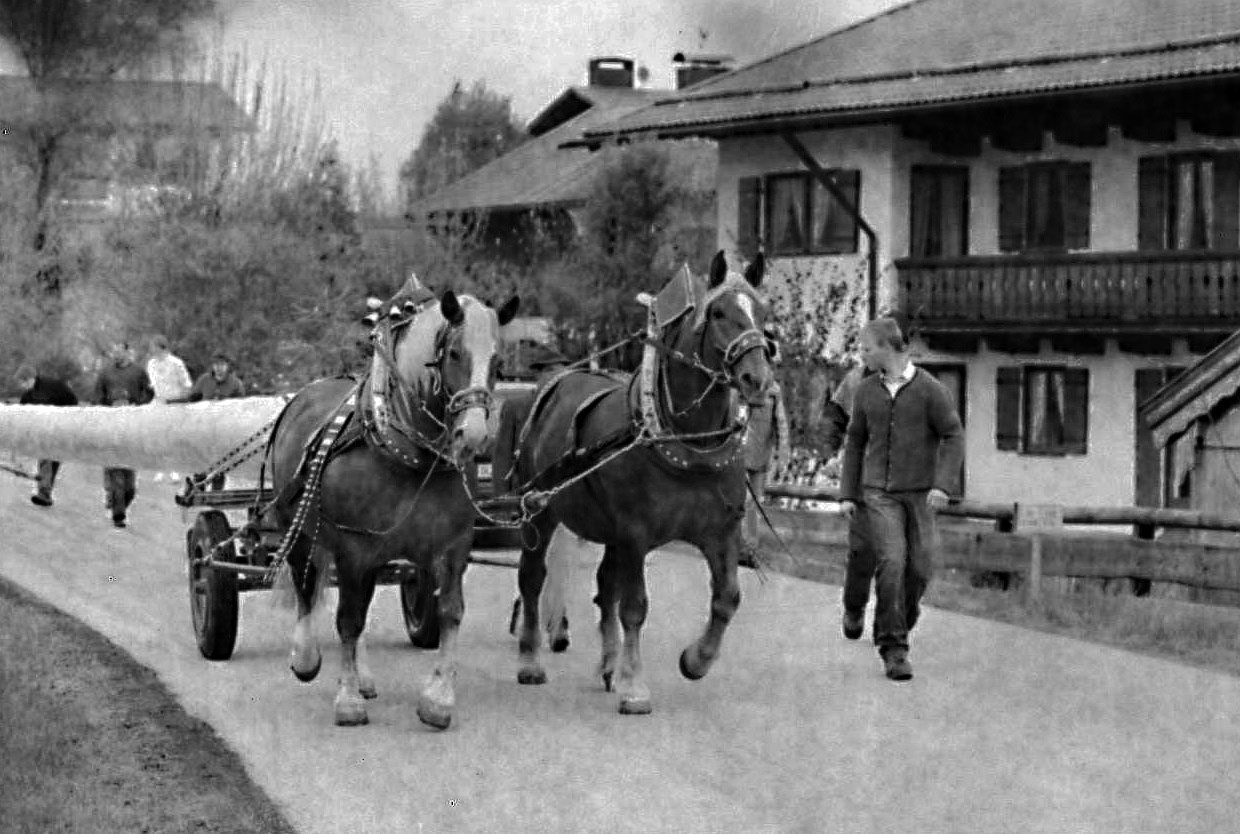
Transport kłody przy użyciu pojazdu zaprzęgowego; powożący idzie pieszo obok

Pojazd zaprzęgowy (zaprzęg, wóz) – środek transportu, pojazd poruszający się na kołach (dwóch lub czterech) lub płozach (sanie) przy wykorzystywaniu siły zwierzęcia pociągowego (najczęściej konia), rzadziej człowieka (riksza). 
Główne części składowe pojazdu to podwozie z kołami lub płozami stanowiące jego ostoje oraz nadwozie. Zaprzęgiem wykorzystującym siłę zwierzęcia kieruje przeważnie, siedząc na tzw. koźle, powożący (woźnica, dorożkarz).

## Podział pojazdów zaprzęgowych
- reprezentacyjne (karoca, lando)
- wyjazdowe (kareta, wolant)
- podróżne (dyliżans, dormeza)
- komunikacji miejskiej (dorożka, omnibus)
- spacerowe (kabriolet, faeton)
- sportowe (rydwan, brek, gig, sulki)
- gospodarskie (bryka, linijka, wóz gospodarski – furmanka)
- wojskowe (rydwan, taczanka)
- kultowe (rydwan, karawan pogrzebowy)
- specjalne (wóz pogotowia ratunkowego, wozy myśliwskie, strażackie)

## Historia

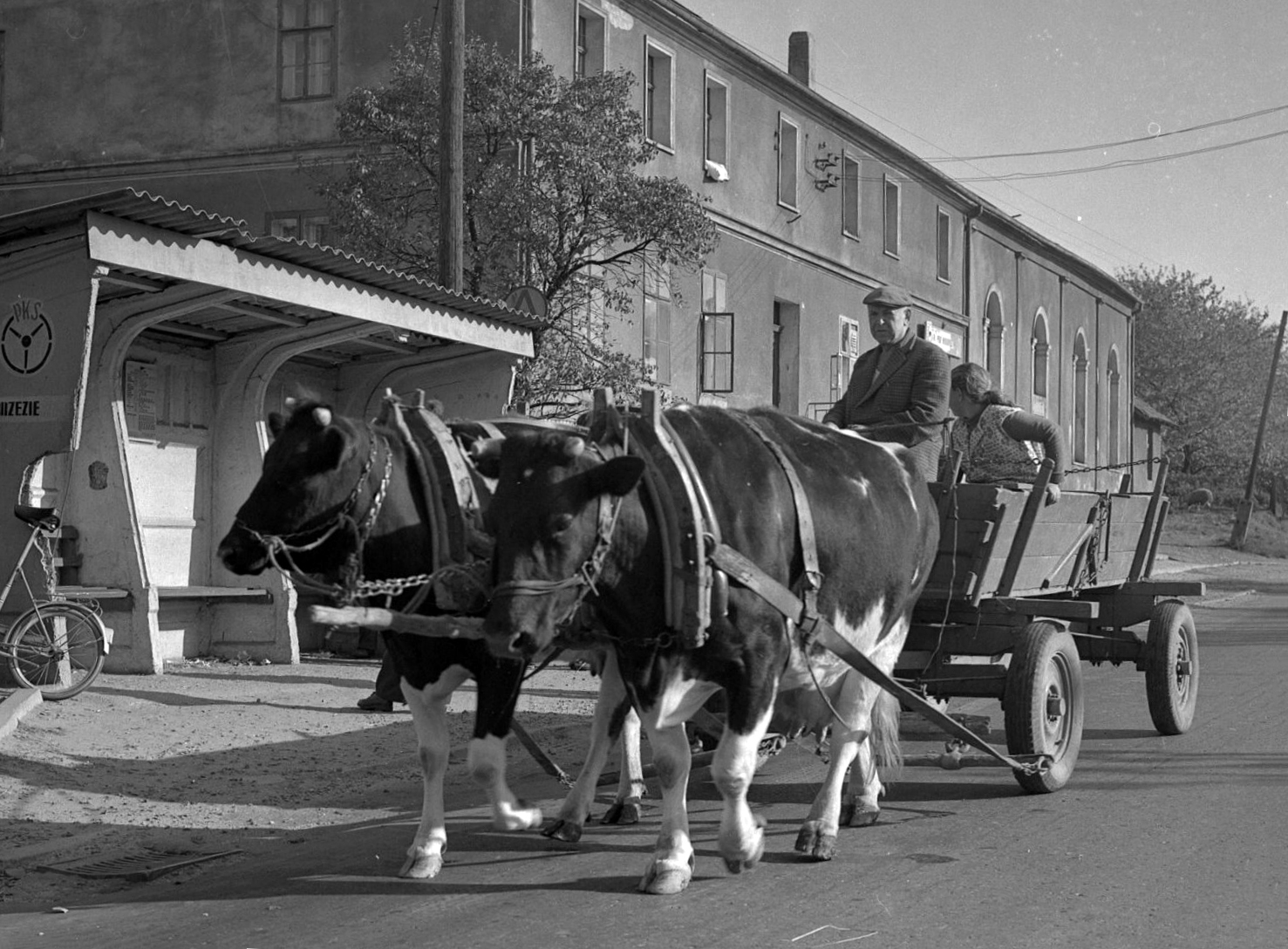
Fura ciągnięta przez krowy

Odkrycia archeologiczne wskazują, że już w epoce kamienia łupanego ludzie tworzyli i stosowali rozmaite wynalazki celem ułatwienia transportu i przewozu ciężkich rzeczy. W ok. 6000 r. p.n.e. powszechnie stosowaną praktyką było toczenie transportowanego przedmiotu na drewnianych walcach we włóku.
- ok. 3000 rok p.n.e. – w Mezopotamii w mieście Ur włók ten przekształcił się w ciężki wóz na dwóch pełnych kołach ciągnionym za pośrednictwem dyszla i jarzma.

- ok. 2000 rok p.n.e. – zastosowano (m.in. na Krecie) koło o dzwonach z desek i czterech szprychach.

- ok. 1700 rok p.n.e. – w Azji Mniejszej pojawiły się pojazdy zaprzęgowe o nadwoziu skrzyniowym otwartym ku tyłowi z kołami o 4 szprychach.

- ok. 1500 rok p.n.e. – w Egipcie pojawił się dwukołowy wóz bojowy z platformą.

- ok. 1000 rok p.n.e. – na terenie Skandynawii połączono dwa pojazdy dwukołowe w jeden cztero-kołowy

W starożytnej Grecji i Rzymie używano dwu- i czterokołowych pojazdów.
- III wiek n.e. – w Tracji zastosowano zawieszenie nadwozia

- X wiek – w Europie wprowadzono chomąto. Produkcja koczów o pudle zawieszonym na podwoziu rozporowym zapoczątkowała rozwój nowożytnych pojazdów zaprzęgowych.

- XVI wiek – zastosowano po raz pierwszy szyby w oknach.

- II połowa XVIII wieku – wprowadzono zawieszenie na resorach piórowych

- 1790 rok – w Anglii skonstruowano faeton, który dał początek lekkim pojazdom ze składaną budą.

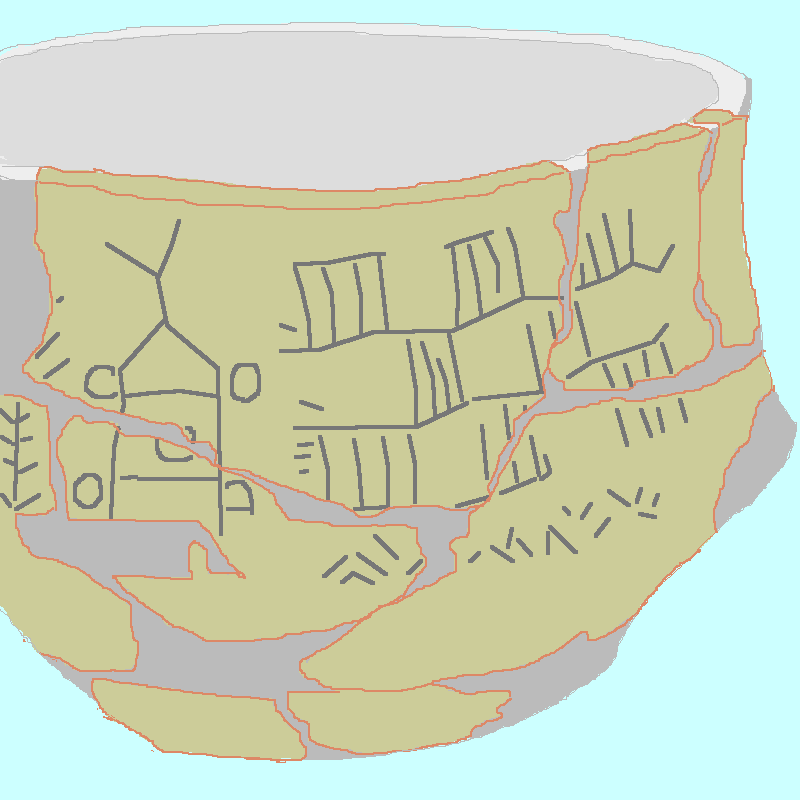
Rycina przedstawiająca wazę z Bronocic z najstarszym znanym wyobrażeniem pojazdu kołowego na świecie

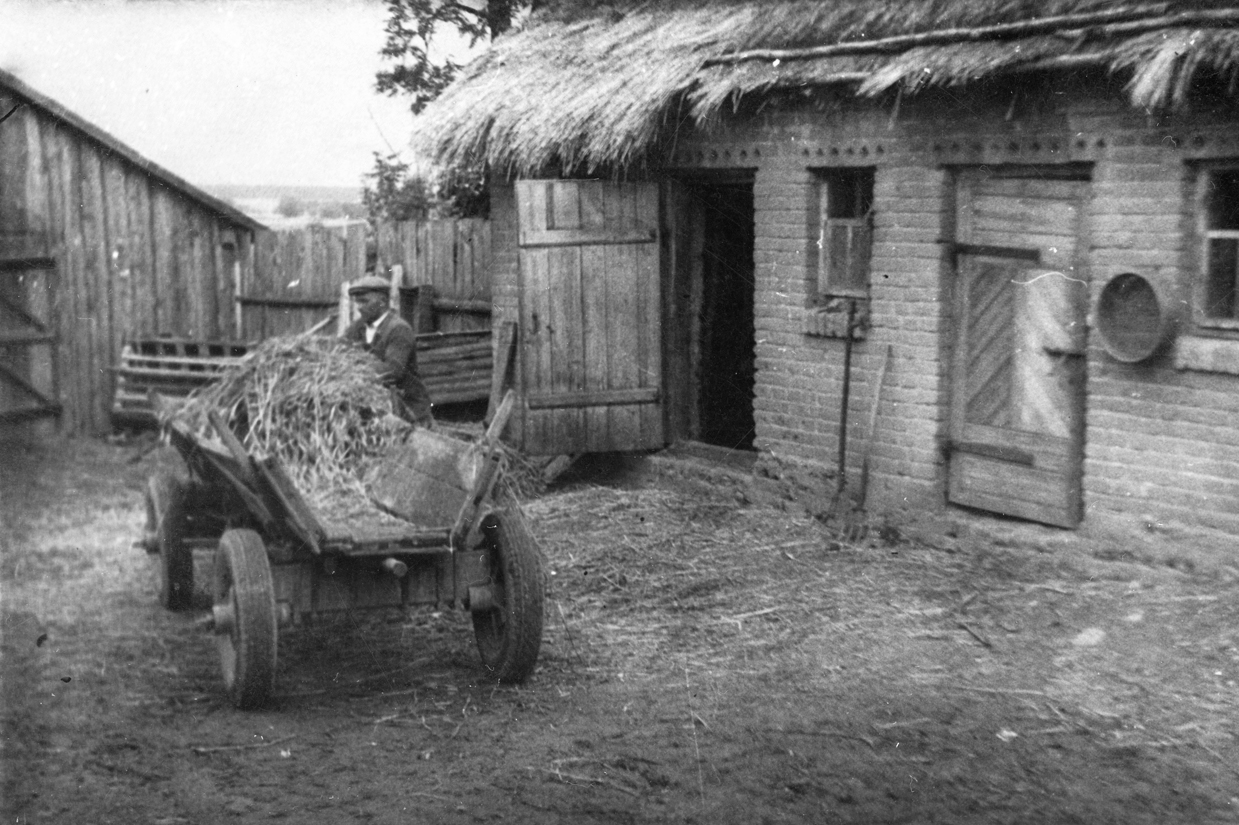
Zwózka siana wozem konnym

W Bronocicach koło Działoszyc podczas prowadzonych w 1976 roku prac archeologicznych znaleziono tzw. wazę z Bronocic z najstarszym znanym wyobrażeniem pojazdu kołowego na świecie (ok. 3635-3370 p.n.e.). Był on wyposażony w cztery koła i dyszel. Grafika na wazie oprócz pojazdu zawiera schematyczne przedstawienie krajobrazu osady.
W Polsce oryginalnymi konstrukcjami były bryczka, brożek, kolebka, kolasa i linijka. Pierwszy polski cech powoźników powstał w 1556 roku w Pabianicach. Na XVIII wiek przypada poważny rozwój manufaktur przewoźniczych. W 1784 roku powstała w Warszawie spółka fiakrów, a w 1845 roku Piotr Steinkeller założył spółkę do eksploatacji omnibusów własnej produkcji. W końcu XIX wieku w samej Warszawie było około dziesięciu fabryk pojazdów zaprzęgowych słynących z doskonałych wyrobów.
W XX wieku pojazdy zaprzęgowe zostały niemal całkowicie wyparte przez pojazdy mechaniczne. Historyczne pojazdy są obiektami wystaw muzealnych m.in. w Muzeum Powozów i Zaprzęgów w Galowicach.

## Uprawnienia do kierowania w Polsce
W latach 1962-1983 dokumentem uprawniającym do powożenia zaprzęgiem była karta woźnicy. W 1983 roku wprowadzono przepisy, na podstawie których kierujący zaprzęgiem mógł okazać również alternatywnie: prawa jazdy (dowolnej kategorii) lub, po osiągnięciu określonego wieku (przepisy w tym zakresie zmieniały się), także kartę motorowerową lub kartę rowerową. 
W obecnym stanie prawnym, tj. obowiązywania ustawy o kierujących pojazdami, do kierowania pojazdem zaprzęgowym przez osobę, która ukończyła 18 lat, nie jest wymagane posiadanie żadnych uprawnień. Osoby młodsze powinny zaś posiadać prawo jazdy kategorii AM, A1, B1 lub T lub, w przypadku ukończenia 15 roku życia, także kartę rowerową.

## Warunki techniczne w Polsce
Do poruszania się po drogach publicznych pojazd zaprzęgowy wyposaża się w:
1. dwa światła pozycyjne barwy białej widoczne z przodu oraz dwa światła pozycyjne barwy czerwonej widoczne z tyłu
2. dwa światła odblaskowe barwy białej widoczne z przodu oraz dwa światła odblaskowe barwy czerwonej widoczne z tyłu; tylne światła odblaskowe powinny mieć kształt trójkąta równobocznego o długości boku nie mniejszej niż 15 cm, zwróconego wierzchołkiem do góry; trójkąt odblaskowy może być jednolity lub stanowić ramkę o bokach szerokości co najmniej 2 cm albo może być złożony z sześciu okrągłych odbłyśników o średnicy 5 cm, po trzy na każdym z boków trójkąta
3. ogumione koła
4. tabliczkę o wymiarach nie mniejszych niż 25 × 15 cm, umieszczoną na prawym boku pojazdu, określającą imię i nazwisko (nazwę) właściciela pojazdu oraz jego adres; jeżeli jeden właściciel posiada kilka pojazdów zaprzęgowych, na tabliczce należy dodatkowo umieścić numer kolejny pojazdu.

Dopuszczalne jest uczestniczenie w ruchu pojazdu zaprzęgowego:
1. wyposażonego w koła nieogumione, pod warunkiem że nacisk koła na drogę nie przekracza 1,5 kN na 1 cm szerokości obręczy
2. na płozach; jeżeli masa całkowita pojazdu przekracza 300 kg, płoza powinna mieć w dolnej części co najmniej 120 cm długości i 10 cm szerokości[3].